# Korostîșiv
Korostîșiv (în ucraineană Коростишів, în poloneză Korosteszów) este orașul raional de reședință al raionului Korostîșiv din regiunea Jîtomîr, Ucraina. În afara localității principale, mai cuprinde și satele Bobrîk și Tesnivka.

## Demografie
Componența lingvistică a orașului Korostîșiv
     Ucraineană (94,42%)
     Rusă (5,27%)
     Alte limbi (0,13%)
Conform recensământului din 2001, majoritatea populației orașului Korostîșiv era vorbitoare de ucraineană (94,42%), existând în minoritate și vorbitori de rusă (5,27%).

## Galerie de imagini

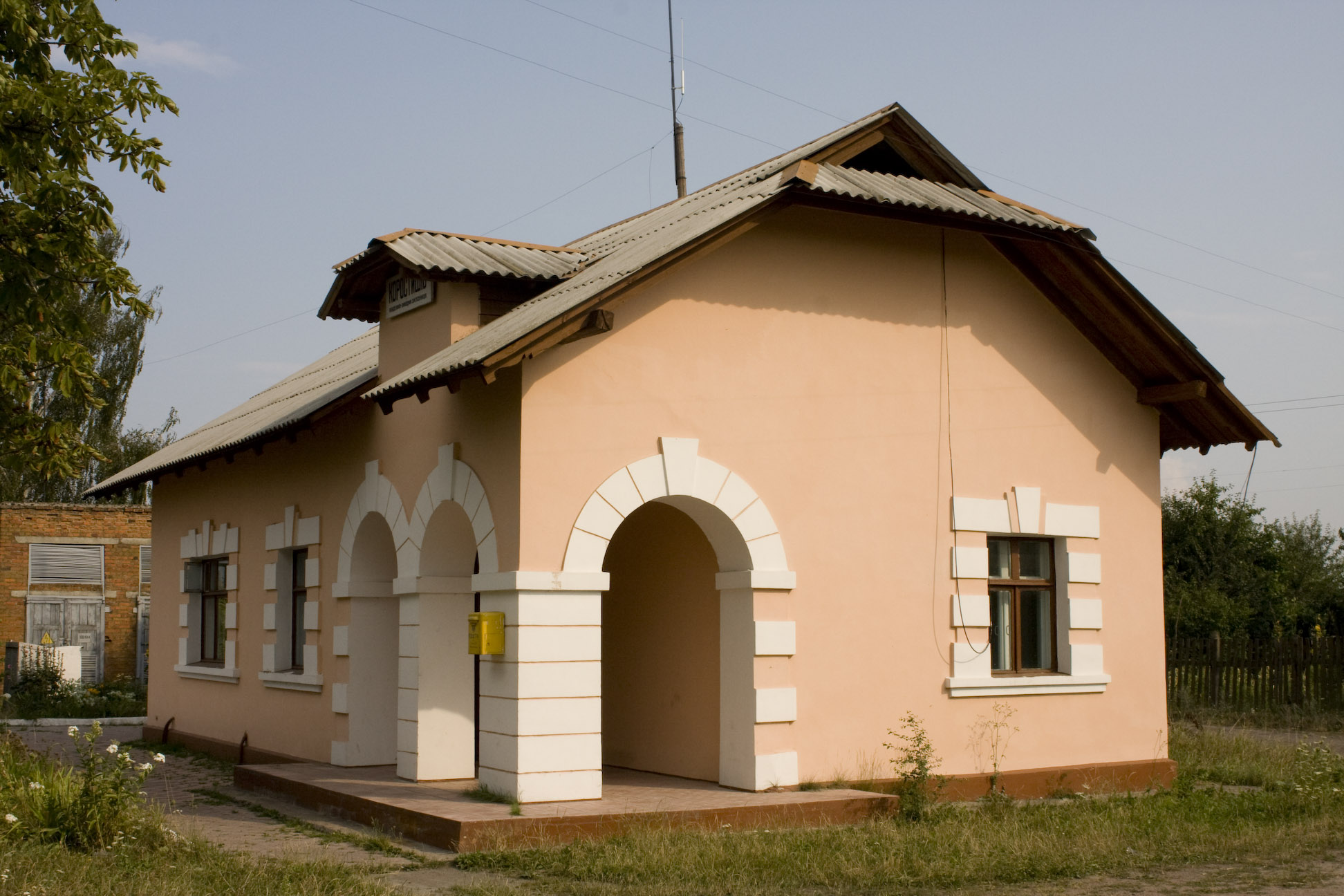
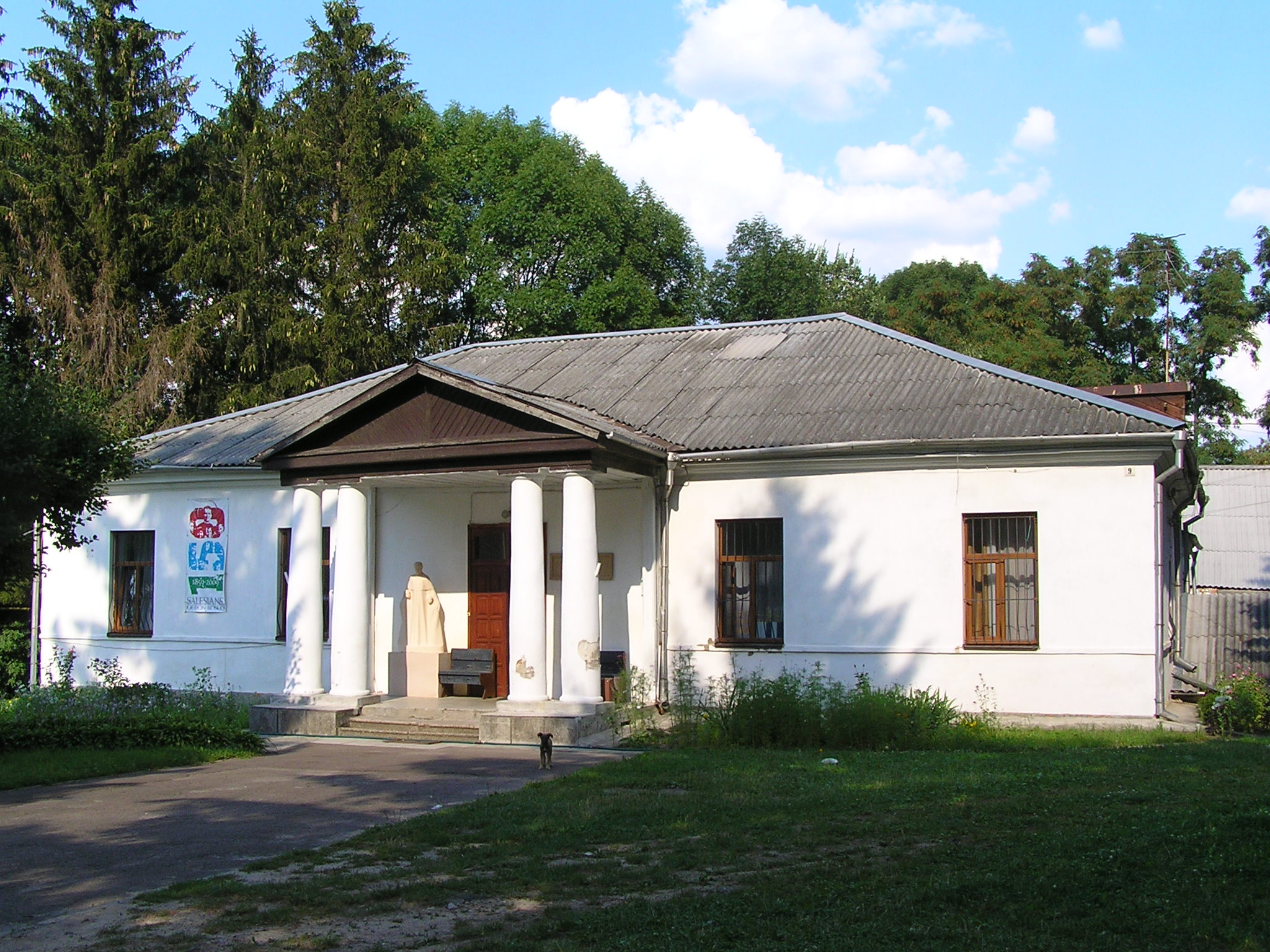
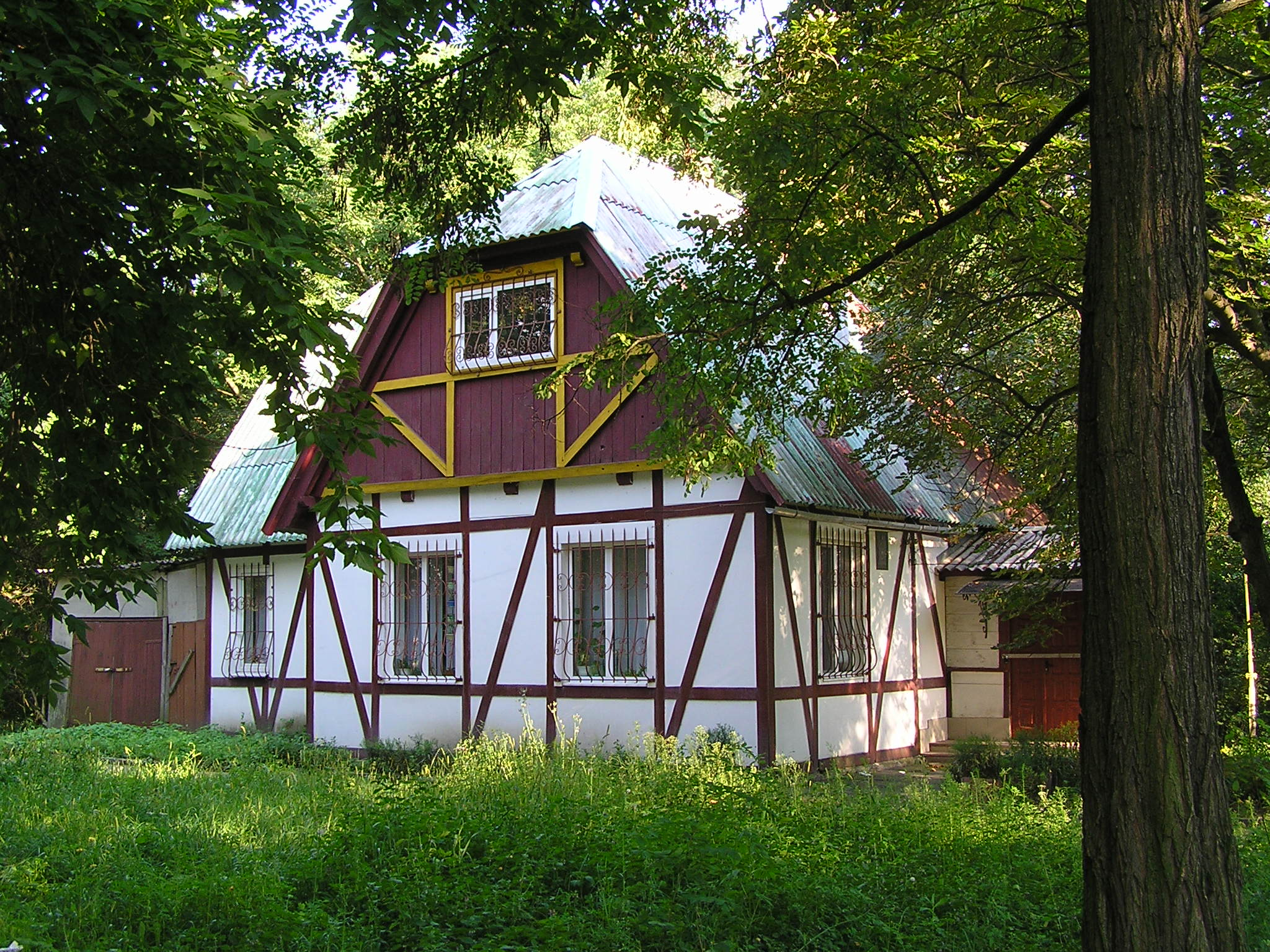
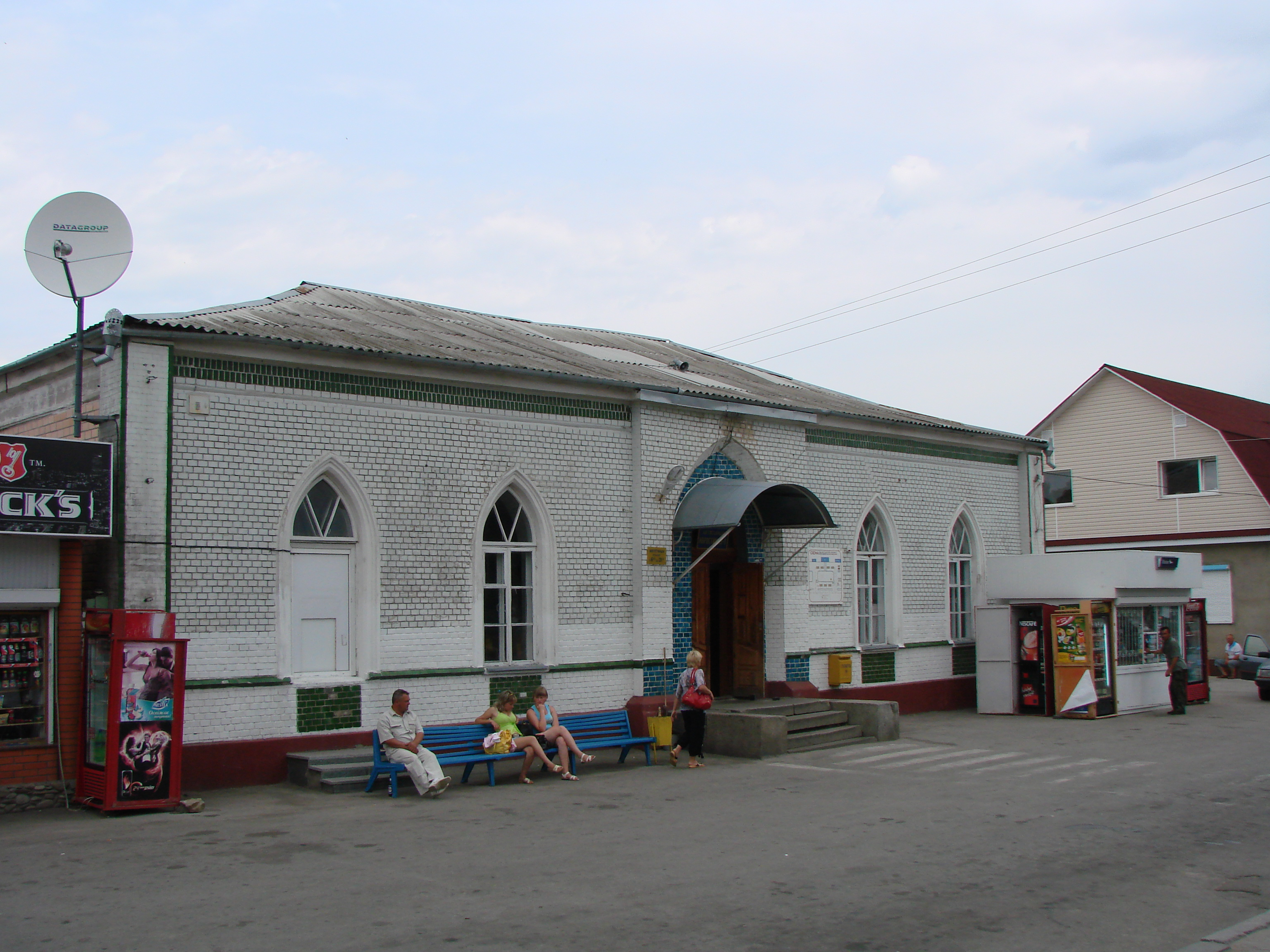
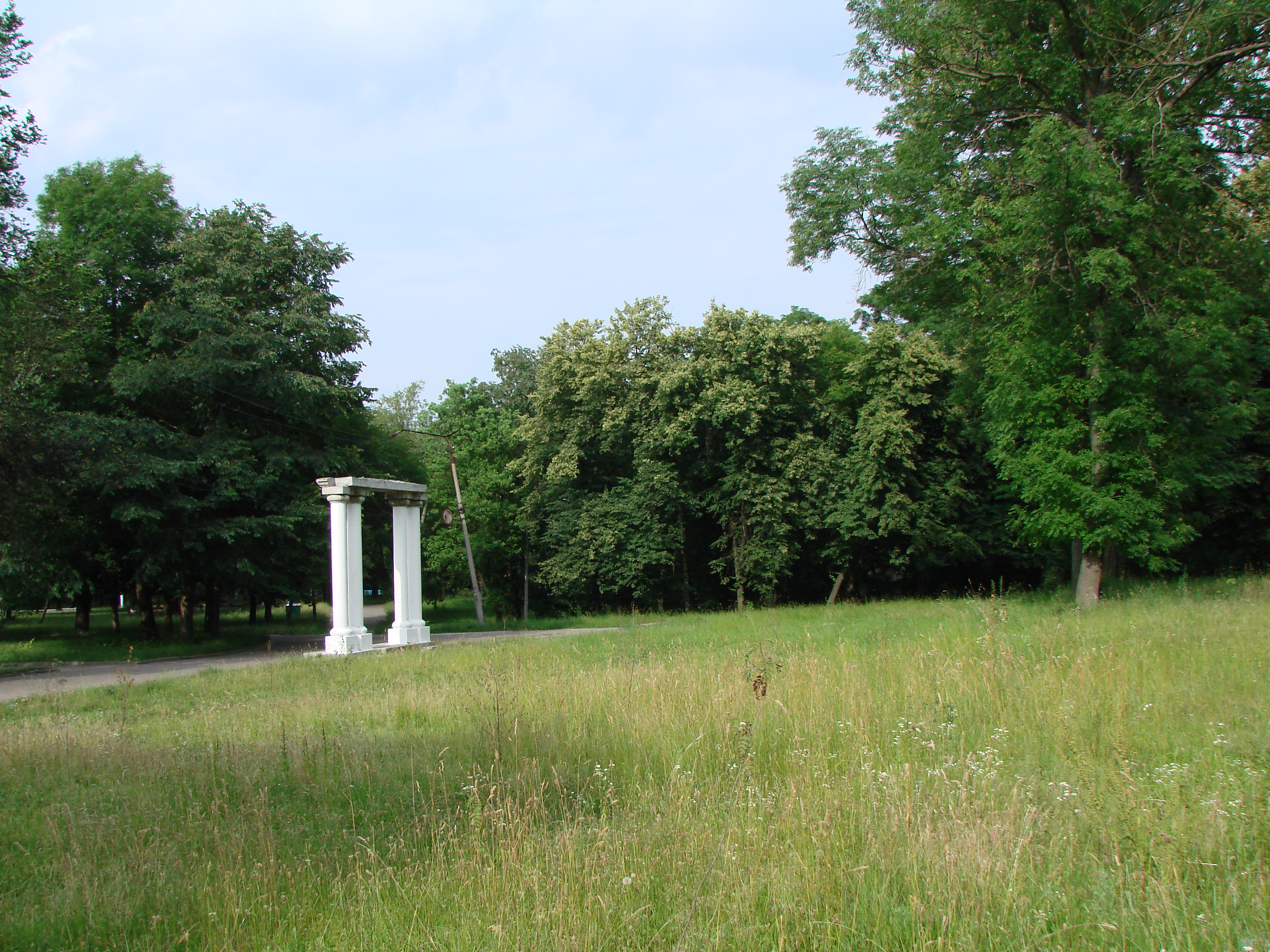

## Istoric
Marele Ducat al Lituaniei 1495–1569

 Uniunea statală polono-lituaniană 1569–1793

 Imperiul Rus 1793–1917

 RSS Ucraineană 1920–1922

 Uniunea Sovietică 1922–1941

 Imperiul German (ocupația) 1941–1944

 Uniunea Sovietică 1944–1991

 Ucraina 1991–prezent 